# Hjalmar Andersen
Hjalmar "Hjallis" Johan Andersen (né le 12 mars 1923 à Rødøy - mort le 27 mars 2013  à Oslo) est un ancien patineur de vitesse norvégien qui a remporté trois médailles d'or aux Jeux olympiques d'hiver de 1952 à Oslo en Norvège. Il est le seul triple médaillé d'or des Jeux et il est donc le meilleur athlète à Oslo.

## Biographie
Hjalmar Andersen naît à Rødøy, une île au large des côtes de Nordland en Norvège. Il grandit à Lademoen, un quartier de Trondheim où beaucoup d'ouvriers vivent. Il travaille dans son propre magasin de sports à Trondheim. Il fait ses débuts sportifs lors des Jeux olympiques d'hiver de 1948 à Saint-Moritz en Suisse. Il remporte la course qualificative pour le 1 500 m mais il n'est pas sélectionné dans l'équipe norvégienne dans cette distance. Il est sélectionné dans l'équipe du 10 000 m mais à cause de mauvais état de la glace, il ne termine pas la course.
Andersen devient le meilleur patineur de monde entre 1950 et 1952. Dans chacune de ces trois années, il devient champion du monde toutes épreuves. Il est l'un des cinq patineurs à avoir remporté ce titre pendant trois années consécutives, les quatre autres étant Oscar Mathisen (1912–1914), Ard Schenk (1970–1972), Eric Heiden (1977–1979) et Sven Kramer (2007–2009). Durant ces mêmes années, il est également champion d'Europe et de Norvège toutes épreuves, remportant ainsi le « triplé » (Championnats du monde, d'Europe et de Norvège toutes épreuves) pendant trois années consécutives. En plus, il bat trois records du monde durant ces trois années et il remporte également trois médailles d'or (sur le 1 500 m, le 5 000 m et le 10 000 m) lors des Jeux olympiques d'hiver de 1952 à Oslo.
Andersen quitte le patinage après ces Jeux mais il renoue avec la compétition en 1954. Il devient champion de Norvège pour la quatrième fois et gagne le 5 000 m et le 10 000 m lors des Championnats d'Europe à Davos en Suisse cette année-là, remportant également l'argent en combiné. Il se qualifie pour les Jeux olympiques de 1956 et prend la sixième place du 10 000 m.
Durant sa carrière, il bat quatre records du monde. Son record du monde du 10 000 m en 1949 (16 min 57 s 4) est le premier record officiel sous les 17 minutes sur cette distance. Comme il avait patiné à l'extérieur de la Norvège, il n'a pas compté comme le record national norvégien même s'il en a battu huit durant sa carrière sportive. Andersen représentait le club de Sportsklubben Falken (Sports Club Falcon) à Trondheim.
Andersen était un bon cycliste au niveau national et il a reçu le Egebergs Ærespris– en 1951 pour ses exploits en patinage de vitesse et en cyclisme.
Après la fin de sa carrière de patineur, il déménage à Severin Kjaers vei dans la ville de Toensberg. Il commence alors une longue carrière dans « le service de protection des navires marchands ». Il était marié avec son amour d'adolescence Gerd et ils vivaient ensemble jusqu'à la mort de Gerd en 2003. Ils ont trois enfants : Jan Erik, Eli et Gunn Heidi.

## Médailles
| Championnats                            | Médaille d'or                                 | Médaille d'argent | Médaille de bronze |
| Jeux olympiques                         | 1952 (1 500 m) 1952 (5 000 m) 1952 (10 000 m) | –                 | –                  |
| Championnats du monde toutes épreuves   | 1950 1951 1952                                | –                 | –                  |
| Championnats d'Europe toutes épreuves   | 1950 1951 1952                                | 1949 1954         | –                  |
| Championnats de Norvège toutes épreuves | 1950 1951 1952 1954                           | –                 | 1949 1956          |

## Records du monde
Durant sa carrière, Andersen a battu quatre records du monde :
| Épreuve  | Résultat      | Date            | Lieu      |
| -------- | ------------- | --------------- | --------- |
| 10 000 m | 16 min 57 s 4 | 6 février 1949  | Davos     |
| 5 000 m  | 8 min 07 s 3  | 13 janvier 1951 | Trondheim |
| 10 000 m | 16 min 51 s 4 | 27 janvier 1952 | Gjøvik    |
| 10 000 m | 16 min 32 s 6 | 10 février 1952 | Hamar     |

## Records norvégiens
| Épreuve  | Résultat       | Date            | Lieu      |
| -------- | -------------- | --------------- | --------- |
| Samalog  | 193,940 points | 29 janvier 1950 | Trondheim |
| Samalog  | 192,708 points | 12 février 1950 | Oslo      |
| 5 000 m  | 8 min 13 s 8   | 4 mars 1950     | Gjøvik    |
| 5 000 m  | 8 min 07 s 3   | 13 janvier 1951 | Trondheim |
| Samalog  | 190,707 points | 14 janvier 1951 | Trondheim |
| 10 000 m | 17 min 00 s 1  | 20 janvier 1952 | Oslo      |
| 10 000 m | 16 min 51 s 4  | 27 janvier 1952 | Gjøvik    |
| 10 000 m | 16 min 32 s 6  | 10 février 1952 | Hamar     |

À noter qu'Andersen devait patiner en Norvège pour battre un record norvégien, ainsi son record du monde à Davos ne pouvait donc pas devenir un record norvégien.

## Records personnels
La colonne RM indique les records du monde officiels sur les dates auxquelles Andersen a fait ses records personnels.
| Épreuve  | Résultat      | Date            | Lieu              | RM            |
| -------- | ------------- | --------------- | ----------------- | ------------- |
| 500 m    | 43 s 7        | 13 janvier 1951 | Trondheim-Stadion | 41 s 8        |
| 1 000 m  | 1 min 30 s 6  | 2 février 1954  | Davos             | 1 min 28 s 4  |
| 1 500 m  | 2 min 16 s 4  | 6 février 1949  | Davos             | 2 min 13 s 8  |
| 3 000 m  | 4 min 49 s 6  | 30 janvier 1954 | Davos             | 4 min 40 s 2  |
| 5 000 m  | 8 min 06 s 5  | 29 janvier 1956 | Lac de Misurina   | 7 min 45 s 6  |
| 10 000 m | 16 min 32 s 6 | 10 février 1952 | Hamar-Stadion     | 16 min 51 s 4 |

## Adelskalender
Andersen a eu un score Adelskalender de 187,446 points. Il a eu la première place du Adelskalender durant 708 jours entre 1952 et 1954.